# Katharine Jefferts Schori
Katharine Jefferts Schori (n. 26 martie 1954 la Pensacola, Florida) este o femeie teolog din SUA.
Deține funcția de episcop conducător al Bisericii Episcopale din SUA, fiind prima femeie care deține primatul în cadrul Comuniunii Anglicane.
De origine irlandeză, în 1974 a obținut doctoratul în biologie la Universitatea Stanford, ca trei ani mai târziu să obțină masteratul în oceanografie.
Apoi frecventează Oregon State University unde primește, în 1983, doctoratul în filozofie.
În 1994 obține la Church Divinity School of the Pacific titlul de Master of Divinity.
Este o susținătoare a dreptului la contracepție și a căsătoriilor între persoane de același sex.